# Ншаван
Ншаван (вірм. Նշավան) — село в марзі Арарат, у центрі Вірменії. Село розташоване за 12 км на північ від міста Арташат, за 2 км на південний захід від села Аревшат та за 2 км на північний схід від села Бюраван.